# Лоурънс Колберг
Лоурънс Колберг (на английски: Lawrence Kohlberg) е американски психолог, известен е със своите изследвания върху моралното образование. Близък последовател на Теорията за когнитивното развитие на Жан Пиаже.

## Биография
Роден е на 25 октомври 1927 година в Бронксвил, САЩ. През 1958 г. в своята дисертация Колберг написва това, което сега е известно като стадии на морално развитие. Тези стадии са план на морална адекватност, формулирана, за да обясни развитието на моралното мислене. Създадена, докато учи в Университета в Чикаго, теорията е вдъхновена от работата на Жан Пиаже и на очарованието от детската реакция на моралните дилеми. Работата на Колберг оказва влияние и разширява идеите на неговия предшественик, но в същото време създава ново поле вътре в психологията: „морално развитие“. Такива учени като Елиът Турел и Джеймс Рест отговарят на работата на Колберг със свои значителни приноси.
Работи като професор в Чикагския университет и в Харвард.
Умира на 19 януари 1987 година в Уинтроп, щат Масачузетс, на 59-годишна възраст.